# Katalog wystawy

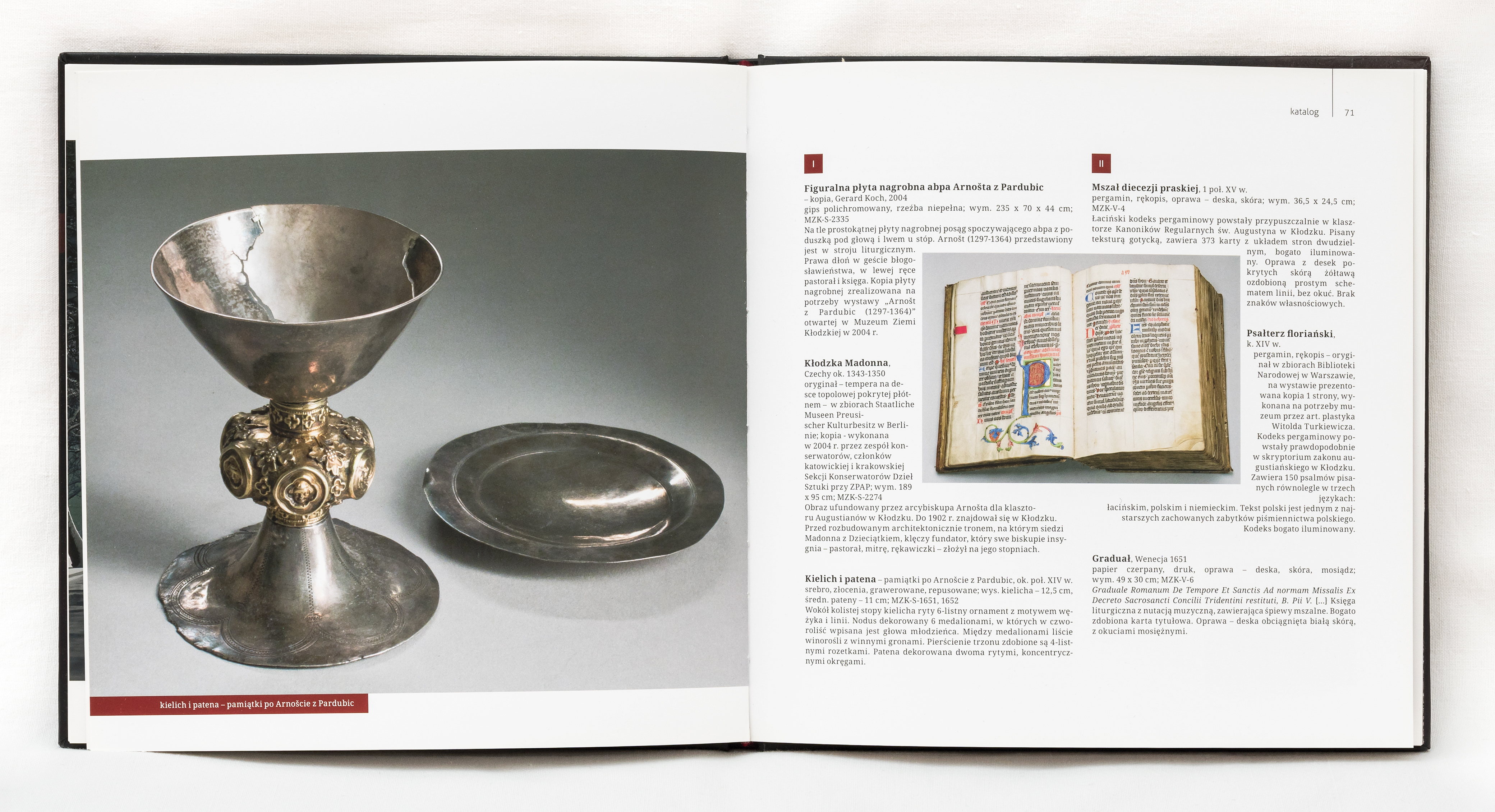
Katalog wystawy "Z dziejów Kłodzka" wydany przez Muzeum Ziemi Kłodzkiej

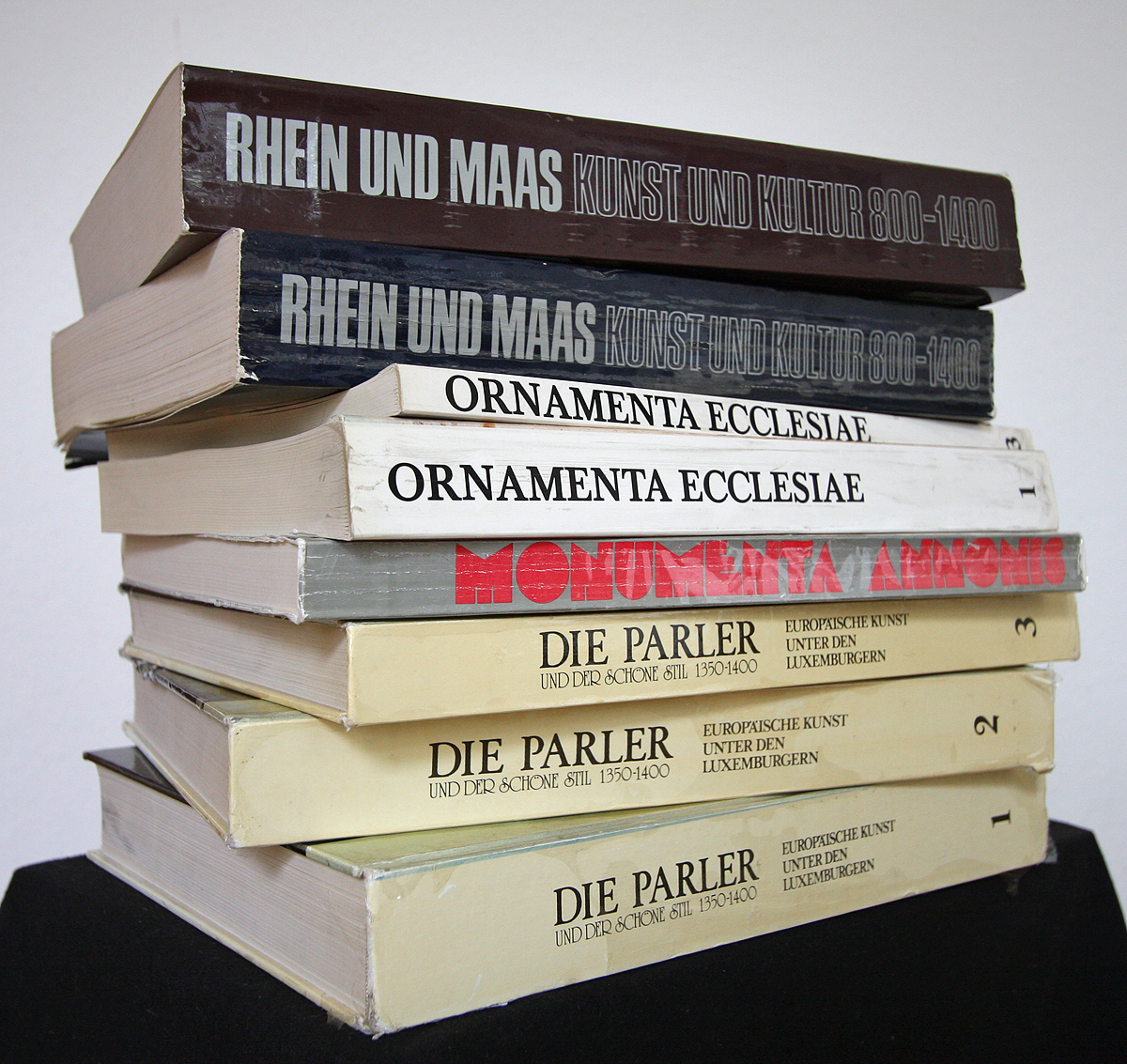
Katalogi wystaw muzealnych. Na zdjęciu zbiór katalogów wystaw sztuki średniowiecznej w kolońskim Muzeum Schnütgena prowadzonych przez Antona Legnera

Katalog wystawy – wydawnictwo, towarzyszące wystawie, najczęściej sztuki. Zawiera wtedy notę biograficzną wystawiającego artysty, reprodukcje jego dzieł oraz często recenzję twórczości. Katalogi wystaw wydają  muzea oraz placówki wystawiennicze i galerie. Czasami są to szczegółowe opracowania wystawianych zbiorów. Zawierają wówczas ich fotografie, wymiary, datowanie, informację o ich pochodzeniu, a także   bibliografię dotyczącą wystawianych obiektów.